# Friedrich Gaedeke
Friedrich Gaedeke, auch Gädeke und vereinzelt Gädecke (* 15. Mai 1866 in Kleinheide, Ostpreußen; † 26. Mai 1935 in Kiel) war ein deutscher Vizeadmiral der Kaiserlichen Marine.

## Leben
Friedrich Gaedeke verbrachte seine Kindheit auf dem Rittergut Kleinheide, Kirchspiel Neuhausen, heute Gurevsk, Landkreis Königsberg. Die Eltern waren Friedrich Conrad Gaedeke und Hedwig Charlotte Pachnio. Am 2. Juni 1892 heiratete er in Kiel Anna Mohr. 
Friedrich Gaedeke trat nach seinem Volksschulbesuch am 20. April 1882 in die Kaiserliche Marine ein. Hier absolvierte die seemännische Grundausbildung vom 14. September 1882 bis 12. Mai 1883 an der Marineschule. Nach einem längeren Bordeinsatz kehrte er 1885 an die Marineschule zurück und beendete die Grundausbildung am 26. September 1886 an der Marineschule. Am 18. Dezember 1888 wurde er zum Leutnant zur See befördert. Ab 1889 weilte er auf der Eber in der Südsee. Als Mitte März 1889 die Eber bei einem Sturm sank, war Gaedeke mit nur, je nach Quelle, drei oder vier weiteren der über 70 Besatzungsmitgliedern Überlebender des Untergangs. Bis 30. September 1892 blieb er in der Südsee stationiert. Nach mehreren Bordkommandos als Wach- und Torpedooffizier; im April 1895 wurde er zum Kapitänleutnant befördert, führte ihn sein nächster Auslandseinsatz ab Oktober 1897 bis Juli 1900 in die Gewässer vor Afrika.
Mit seiner Rückkehr nach Deutschland im Jahr 1900 wurde er im Nachrichtenbüro (N) des Reichsmarineamtes in Berlin eingesetzt. Von Oktober 1902 bis März 1904 war er Ausrüstungsdirektor der Werft in Danzig. Anschließend war er bis September 1907 als Dezernent in der Waffenabteilung bzw. im Werftdepartement im Reichsmarineamtes in Berlin. Hier wurde er am 27. Januar 1906 erst Fregattenkapitän und dann am 27. April 1907 noch Kapitän zur See. Ab Oktober 1907 war er Kommandant des Linienschiffs Kaiser Karl der Große. Anschließend war er von September 1908 bis Oktober 1909 Kommandant des Linienschiffs Hannover. Mitte November 1909 übernahm er mit Mitte September 1910 das gerade in Dienst gestellte Großlinienschiff Westfalen. Anschließend war er bis September 1913 wieder im Reichsmarineamt als Abteilungschef mit Fragen zu Schiffskonstruktion und Waffenausbildung betraut. Ebenfalls mit der Indienststellung übernahm er zusätzlich am 23. August 1911 bis September 1911 das Großlinienschiff Helgoland. Am 18. November 1912 wurde er zum Konteradmiral befördert. Von Oktober 1913 bis September 1915 war Gaedeke dann II. Admiral des I. Geschwaders. Im Herbst 1914 war er als Nachfolger von Vizeadmiral Maximilian Graf von Spee als Chef des Ostasiengeschwaders vorgesehen, was aufgrund des Kriegsbeginns nicht durchgeführt werden konnte. Später war er bis Dezember 1916 Direktor des Nautischen Departements im Reichsmarineamt. Im Range eines Vizeadmirals (Beförderung am 17. Oktober 1915) schied er zum 17. Dezember 1916 aus der Marine aus.
Am 26. Mai 1935 verstarb Friedrich Gaedeke in Kiel.